# 圣奥尼朗格罗 (热尔省)
圣奥尼朗格罗（法語：Saint-Aunix-Lengros）是法国热尔省的一个市镇，属于米朗德区（Mirande）普莱桑克县（Plaisance）。该市镇总面积5.36平方公里，2009年时的人口为153人。

## 人口
圣奥尼朗格罗人口变化图示